# Bockhorn, Friesland
Bockhorn là một đô thị thuộc the huyện Friesland, trong bang Niedersachsen, Đức. Đô thị này có diện tích 77,15 km². Đô thị này có cự ly khoảng 15 km về phía tây nam của Wilhelmshaven, và 30 km về phía tây bắc của Oldenburg.